# Gūrīchī
Gūrīchī (persiska: گوريچی بالا, گوریچی, Gūrīchī Bālā) är en ort i Iran.   Den ligger i provinsen Hormozgan, i den sydöstra delen av landet, 1 200 km sydost om huvudstaden Teheran. Gūrīchī ligger 983 meter över havet och antalet invånare är 480.
Terrängen runt Gūrīchī är kuperad.Runt Gūrīchī är det ganska glesbefolkat, med 25 invånare per kvadratkilometer. Närmaste större samhälle är Pātek, 18,6 km nordost om Gūrīchī. Trakten runt Gūrīchī är ofruktbar med lite eller ingen växtlighet.